# ま

平假名ま

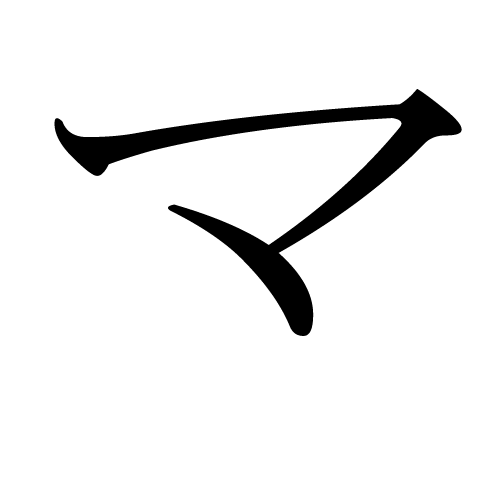
片假名マ

平假名ま和片假名マ是日语的假名，由一个音节组成。在日语五十音图中排第7行第1个（ま行あ段）的位置。

## 筆畫順序

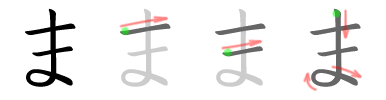
平假名ま的筆畫順序

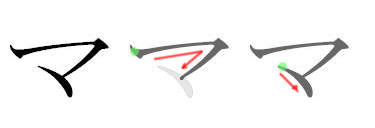
片假名マ的筆畫順序

## 關於ま和マ
| 現代日語發音     | 由1個子音和1個母音形成／mä／音    |
| 五十音顺序       | 第31位                            |
| 伊吕波顺序       | 第30位，「や」之后、「け」之前    |
| 平假名「ま」字源 | 「末」字的草書                    |
| 片假名「マ」字源 | 「末」字的上半部和「」的混合      |
| 日语罗马字       | 平文式罗马字：ma 训令式罗马字：ma |
| 点字：           | \| ●－ －● ●● \|                  |
| 通话表           | 「マッチのマ」                    |
| 摩尔斯电码       | －・・－                          |
| ●－ －● ●●       |                                   |